# Ejakulační vývod

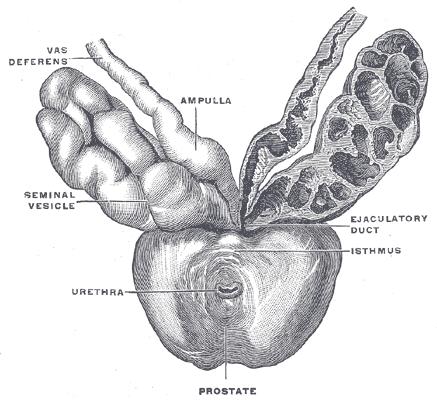
Detail prostaty, semenných váčků a ejakulačního vývodu

Ejakulační vývod (také vstřikovací kanálek či vstřikovací trubička, lat. ductus ejaculatorius) je konečný úsek chámovodu (ductus deferens), společný vývod semenných cest a semenných váčků. Probíhá od vyústění semenného váčku, zvaného vyměšovací kanálek (ductus excretorius), skrze prostatu a končí na semenném hrbolku v pars prostatica močové trubice.